# Comfort Eagle
| Recensione | Giudizio |
| ---------- | -------- |
| AllMusic   |          |

Comfort Eagle è il quarto album discografico in studio del gruppo musicale statunitense Cake, pubblicato nel 2001.

## Il disco
Il disco è prodotto dalla stessa band e pubblicato per la prima volta dall'etichetta Columbia Records. Le registrazioni sono state effettuate principalmente presso i Paradise Studios di Sacramento (California), con sessioni addizionali tenutesi a San Francisco. 
Il singolo di lancio è rappresentato dal brano Short Skirt/Long Jacket.
Per quanto riguarda le vendite, il disco ha debuttato alla posizione #13 della classifica Billboard 200.

## Tracce
Testi e musiche di John McCrea, eccetto dove indicato.
1. Opera Singer – 4:06 (McCrea, Mark Kornweibel)
2. Meanwhile, Rick James... – 3:57
3. Shadow Stabbing – 3:07 (McCrea, George Kane)
4. Short Skirt/Long Jacket – 3:24
5. Commissioning a Symphony in C – 2:59
6. Arco Arena – 1:31
7. Comfort Eagle – 3:40
8. Long Line of Cars – 3:24
9. Love You Madly – 3:58
10. Pretty Pink Ribbon – 3:08
11. World of Two – 3:41

## Formazione
- John McCrea - voce, tastiere, chitarre, altri strumenti
- Vincent DiFiore - tromba, tastiere, cori
- Xan McCurdy - chitarra, percussioni, cori
- Gabriel Nelson - basso, tastiere, cori
- Todd Roper - batteria, percussioni, synth, cori
- Tyler Pope - tastiere, chitarra (in 3 tracce)